# Heinrich Anna Reventlow-Criminil
Heinrich Anna Reventlow-Criminil (6. maj 1798-31. december 1869) var en dansk greve, godsejer og politiker. Han var udenrigsminister fra 1842 til 22. marts 1848 og Minister for Holsten og Lauenborg fra 27. januar 1852 	i Ministeriet Bluhme I og han fortsatte efter regeringsskiftet 21. april 1853 i Ministeriet Ørsted frem til 12. december 1854.